# Brock Crouch
Brock Crouch (* 22. August 1999) ist ein US-amerikanischer Snowboarder. Er startet in den Disziplinen Halfpipe und Slopestyle.

## Werdegang
Crouch nimmt seit 2010 an Wettbewerben der Ticket to Ride World Snowboard Tour und seit 2013 der FIS teil. Dabei holte er im Januar 2014 bei den Burton European Junior Open in Laax im Slopestyle seinen ersten Sieg. Im März 2015 kam er bei der U.S. Revolution Tour in Mammoth auf den dritten Platz im Slopestyle und belegte bei den Snowboard-Juniorenweltmeisterschaften in Yabuli den 13. Rang im Slopestyle. Sein Weltcupdebüt hatte er zu Beginn der Saison 2015/16 in Cardrona, welches er auf dem 17. Platz im Slopestyle beendete. Im Februar 2016 holte er im Slopestyle im Bokwang Phoenix Park in Pyeongchang seinen ersten Weltcupsieg. Im folgenden Monat wurde er Dritter im Slopestyle bei der U.S. Revolution Tour in Seven Springs und errang zum Saisonende der Saison 2015/16 den 11. Platz im Freestyle-Weltcup und den vierten Platz im Slopestyle-Weltcup. In der Saison 2016/17 wurde er bei den Winter-X-Games 2017 in Aspen Siebter im Slopestyle und belegte bei den X-Games Norway 2017 in Hafjell den zehnten Platz im Slopestyle und den achten Rang im Big Air. In der Saison 2019/20 errang er den vierten Platz im Slopestyle bei den Winter-X-Games 2020 und den zweiten Rang im Slopestyle bei der Winter Dew Tour in Copper Mountain.